# 맞이방

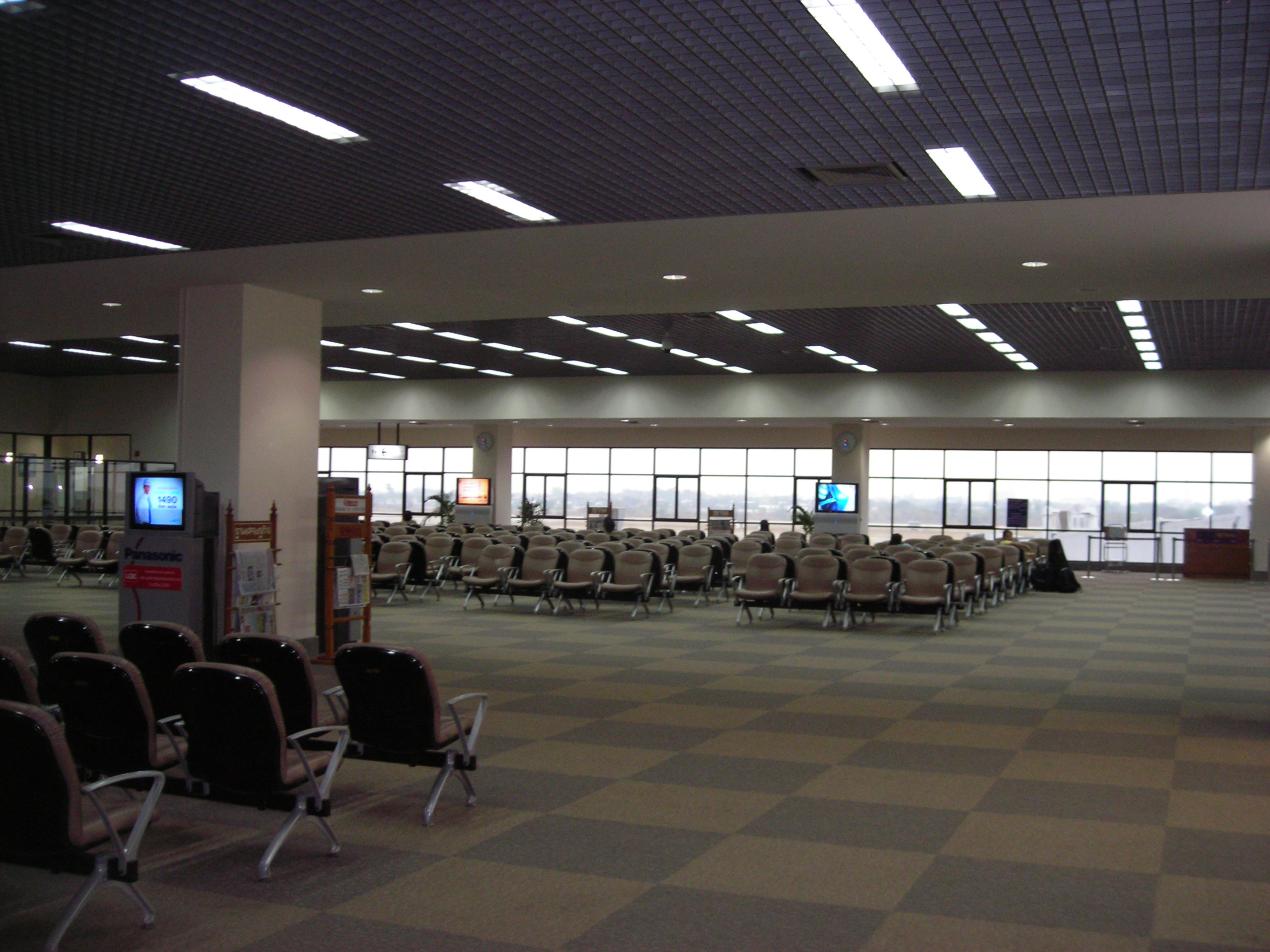
태국 우돈타니 국제공항 탑승객 대기실

맞이방(-房)은 역, 터미널, 공항, 병원, 예식장 등에서 사람들이 기다리는 곳이다. 대개 교통기관 건물의 내부에 있으나, 맞이방이 따로 별개의 건물인 경우도 있다. 공항은 별도로 로비라는 말을 쓰기도 한다. 대한민국에서는 오랫동안 대합실(待合室)이란 명칭이 쓰였으나, 국립국어원의 어휘 순화정책에 따른 대안으로 근래 새로 생긴 곳은 주로 맞이방이라는 이름을 달고 있다.
맞이방에는 많은 사람들이 앉아서 기다릴 수 있도록 의자, 탁자, TV 등이 구비되어 있으며 기타, 자판기, 매점 등의 편의 시설도 역시 겸비하고 있는 경우가 많다. 불특정 다수의 많은 사람들이 모이고 유동인구가 많은 곳으로 뉴스 등에서 특정사건에 대한 전국의 반응을 살필 때, 자주 비춰지기도 하며, 영화의 배경 장소로도 종종 등장시킨다.

## 동의어
맞이방은 다른 뜻을 살펴본다면 "대합실" 외에도 대기실, 기다림 방, 라운지 등이 있다.

## 같이 보기
- 공항 라운지